# Tigres (Lanternas Verdes)
Tigres (no original, Tygers) é uma história curta estrelada pelo Lanterna Verde Abin Sur, escrita por Alan Moore e ilustrada por Kevin O'Neill. Foi publicada originalmente nos EUA, na revista Tales of Green Lantern Corps Annual #2 em 1986. No Brasil, em Grandes Classicos DC #9 – Alan Moore, lançado em outubro de 2006. 

## Resumo
O Lanterna Verde Abin Sur, anos antes de sua morte na Terra, está num setor proibido para os Lanternas Verdes. Ele investiga uma nave que caiu um planeta estranho chamado Ysmault. Seu anel energético fornece-lhe um resumo da história de Ysmault: Ele foi o lar de uma casta de demônios superpoderosos que dominou três galáxias eras atrás, o Império das Lágrimas. Mas os Guardiões do Universo, antes mesmo de terem criado os Caçadores Cósmicos, combateram essas criaturas e as prenderam em seu planeta original, de onde não mais podiam sair.
Abin decide ir até o mundo proibido e fazer o resgate. Lá, descobre que os demônios não foram apenas presos - na verdade, foram integrados à estrutura material do planeta. Diversos deles oferecem presentes em troca de libertação, mas o Lanterna os ignora. Um deles, chamado Qull das Cinco Inversões, se aproxima e oferece, de graça, três respostas a três perguntas. Abin o testa perguntando o paradeiro da nave caída, e recebe a resposta correta.
Como Qull não deseja nada em troca, faz mais duas perguntas: Primeiro, pergunta qual será a mais terrível ameaça enfrentada pela Tropa dos Lanternas Verdes, ao que Qull fala da Noite Mais Densa. Depois, pergunta sobre qual será seu fim. Qull lhe fala de um momento em que seu anel energético irá falhar e ele morrerá. Abin não gosta de ouvir sobre essas desgraças e deixa o lugar, levando a sobrevivente.
A resposta de Qull sobre o fim de Abin Sur acaba se revelando uma profecia autorrealizável, pois abala a determinação e confiança de Abin em seu anel, o que o leva a usar naves estelares em viagens mais longas. Justamente por usar uma nave, ele sofre um acidente e cai no planeta Terra, anos depois dessa aventura.

## Importância
- Esta história responde uma antiga questão dos fãs do Lanterna Verde: Por que Abin Sur estava numa nave ao cair na Terra, ao invés de estar voando usando seu anel energético? Nela fica claro que Abin foi convencido a usar a nave e que isso provocou seu acidente, que o anel energético teria evitado. Mas, após a reformulação do Lanterna, foi estabelecido que o vilão amarelo Legião derrubou a nave da Abin, mas isto foi após Crise Nas Infinitas Terras. [2]

- Nas poucas páginas deste conto os artistas inserem na cronologia do universo da Terra Ativa eventos de grande envergadura tanto no passado quanto no futuro: A dominação do Império das Lágrimas, sua queda e a grande batalha por vir que traria a queda dos Guardiões do Universo e de seus Lanternas Verdes.

- Tigres também serviu de inspiração para o desenvolvimento de diversos elementos que o roteirista Geoff Johns inseriu no universo da Tropa dos Lanternas Verdes, como o Lanterna daxamita Sodam Yat, a origem dos Lanternas Vermelhos e a profetizada saga A Noite Mais Densa.[3] [4]

## Outros Dados
- 12 páginas, da página 152 até a 164 de Grandes Clássicos DC #9 – Alan Moore.
- A história tem seu momento na linha de tempo registrado: Passa-se 10 anos antes da morte de Abin Sur.
- Nela é revelado que o pai de Abin morreu 8 anos antes dessa aventura, e que havia um segredo sobre ele (embora essa informação possa ser um embuste do demônio que a sugeriu).
- O nome do planeta, Ysmault, é um trocadilho e referência à cidade fictícia Innsmouth do conto de H. P. Lovecraft Uma Sombra sobre Innsmouth. Os demônios do Império das Lágrimas são seres muito parecidos com os Grandes Antigos deste escritor.
- O nome da história é uma referência a um conto de Ray Bradbury, Aqui Há Tigres. Esta história, por sua vez, é uma referência a uma expressão utilizada na cartografia medieval (Hic sunt dracones– "aqui há dragões", em latim) para indicar territórios desconhecidos e perigosos, os quais sempre estavam cercados de superstições como a presença de serpentes marinhas. No caso da história, o alerta do título referente aos demônios de Ysmault. Stephen King também homenageou a história de Bradbury no conto de mesmo nome da coletânea Tripulação de Esqueletos.[5]